# Birdseye (Indiana)
Birdseye es un pueblo ubicado en el condado de Dubois en el estado estadounidense de Indiana. En el Censo de 2010 tenía una población de 416 habitantes y una densidad poblacional de 252,15 personas por km².

## Geografía
Birdseye se encuentra ubicado en las coordenadas 38°18′40″N 86°41′50″O / 38.31111, -86.69722. Según la Oficina del Censo de los Estados Unidos, Birdseye tiene una superficie total de 1.65 km², de la cual 1.65 km² corresponden a tierra firme y (0%) 0 km² es agua.

## Demografía
Según el censo de 2010, había 416 personas residiendo en Birdseye. La densidad de población era de 252,15 hab./km². De los 416 habitantes, Birdseye estaba compuesto por el 98.8% blancos, el 0.48% eran afroamericanos, el 0% eran amerindios, el 0% eran asiáticos, el 0% eran isleños del Pacífico, el 0% eran de otras razas y el 0.72% pertenecían a dos o más razas. Del total de la población el 0.48% eran hispanos o latinos de cualquier raza.